# Augustus 2011
Dit artikel geeft een chronologisch overzicht van alle belangrijke gebeurtenissen per dag in de maand augustus van het jaar 2011.

## Gebeurtenissen

### 1 augustus
- De Europese Unie verscherpt de sancties tegen Syrië naar aanleiding van het bloedbad in Hama.
- Frankrijk geeft de opstandelingen in Libië zo'n 180 miljoen euro. Het geld komt uit bevroren fondsen van de Libische leider Moammar al-Qadhafi, zo maakt de vertegenwoordiger van de Libische opstandelingen in Parijs bekend.
- In een Belgische gevangenis leggen bewakers het werk neer na de ontsnapping van drie gevangenen. De ontsnapping was gisteravond, in het dorp Jamioulx, in het zuiden van België.
- Het Egyptische leger verwijdert in Caïro tientallen tentjes van demonstranten op het Tahrirplein.
- De veiling van de 'bolletjesfiets' van wielrenner Johnny Hoogerland levert 5600 euro op. De opbrengst gaat naar Artsen zonder Grenzen.

### 2 augustus
- Na maanden van onderhandelen verhoogt het Amerikaans Congres het schuldplafond van de VS om te vermijden dat de overheid geen uitgaven meer kan doen.
- Bij gevechten in Karachi vallen zeker 34 doden. In de grootste stad van Pakistan wordt al maanden gevochten tussen aanhangers van politieke partijen die verschillende bevolkingsgroepen vertegenwoordigen.
- Verslavingsdeskundige Keith Bakker, die vastzit voor ontucht met vrouwen die in zijn kliniek werden behandeld, wordt nu ook verdacht van verkrachting. Het Openbaar Ministerie zegt dat hij ook minderjarigen heeft misbruikt.
- De gemeente Moerdijk moet de haar deel van de kosten van het opruimen en het opslaan van het bluswater van de brand bij Chemie-Pack betalen, zo bepaalt het gerechtshof van Den Bosch.

### 3 augustus
- Bij een grote politie-actie tegen illegaal bankieren in het World Fashion Centre in Amsterdam worden zes mensen aangehouden. Aanleiding voor de actie waren recente geweldsincidenten.
- Na ruim twintig jaar stopt Edwin van der Sar op 40-jarige leeftijd met zijn carrière als doelman. In een afscheidswedstrijd in de Amsterdam ArenA spelen hij en zijn dreamteam tegen de huidige selectie van Ajax.
- Uitgever Sanoma Media kondigt het einde aan van het blad Fancy. De glossy voor tienermeisjes verschijnt in oktober voor het laatst.
- In Nieuw-Zeeland is de eerste film van Alfred Hitchcock ontdekt. In een archief zijn drie filmspoelen uit 1923 aangetroffen, met daarop de onbekende titel The White Shadow.

### 4 augustus
- NASA kondigt aan dat het bewijzen heeft gevonden voor vloeibaar water op Mars gedurende warme periodes van het jaar.
- De Dow Jones zakt 4,3%, de grootste daling op één dag sinds 2008. Er wordt gevreesd voor een nieuwe recessie (de zogenaamde 'dubbele dip').
- Het Franse Hof van Justitie van de Republiek besluit een onderzoek in te stellen naar de rol van Christine Lagarde, de huidige IMF-voorzitter, bij een betaling van 285 miljoen euro aan Bernard Tapie, een zakenvriend van de Franse president Nicolas Sarkozy.
- De olievervuiling in Zuid-Nigeria is mogelijk de grootste uit de geschiedenis. Het herstel van het gebied kan dertig jaar duren en één miljard dollar (700 miljoen euro) kosten, zo staat in een rapport van de Verenigde Naties, dat overhandigd is aan de Nigeriaanse president Goodluck Jonathan.

### 5 augustus
- In de rechtbank in de Oekraïense hoofdstad Kiev wordt oud-premier Joelia Timosjenko aangehouden. De rechter laat haar arresteren vanwege verstoring van het proces dat tegen haar loopt.
- Vier politieagenten in New Orleans worden schuldig bevonden aan het doodschieten van mensen na de orkaan Katrina in 2005.
- Kosovo en Servië bereiken een akkoord over de grensposten waarover een conflict was. Afgesproken wordt dat NAVO-militairen de posten nog zeker een maand bewaken.
- De nieuwe ruimtesonde Juno, met een Atlas V-raket, vertrekt naar de planeet Jupiter. Voor het eerst is een ruimtevaartuig dat zo ver het zonnestelsel ingaat, uitgerust met zonnepanelen.

### 6 augustus
- In Tottenham en andere Londense wijken breken rellen uit nadat een 29-jarige inwoner wordt doodgeschoten tijdens een vuurgevecht met de politie. De rellen houden enkele dagen aan en breiden zich nog even uit tot andere Engelse steden zoals Birmingham, Liverpool en Bristol.
- Peter Sagan wint de 68ste editie van de Ronde van Polen. De Slowaakse wielrenner behaalt twee ritzeges en wint tevens de puntentrui.
- Op de Franse snelwegen staat rond het middaguur 725 kilometer file.
- Strijders van al-Shabaab hebben zich uit de Somalische hoofdstad Mogadishu teruggetrokken, melden zowel de rebellen zelf als de regering.

### 7 augustus
- De Europese Centrale Bank gaat de Europese schuldencrisis te lijf door staatsobligaties op te kopen.
- President Ali Abdullah Saleh van Jemen verlaat het ziekenhuis in de Saudische hoofdstad Riyad. Hij werd daar behandeld voor brandwonden die hij had opgelopen bij een mortieraanval op zijn paleis in Jemen, twee maanden eerder.
- Op de A13 tussen Rotterdam en Den Haag zijn auto's beschoten. De politie krijgt meldingen van automobilisten die na een harde knal hun achterruit versplinterd zagen.

### 8 augustus
- De Britse premier David Cameron breekt zijn vakantie af vanwege de grootschalige rellen in Londen.
- De VN-vluchtelingenorganisatie opent een luchtbrug naar de Somalische hoofdstad Mogadishu. Een vliegtuig landt met 31 ton aan hulpgoederen. De afgelopen maanden zijn zo'n 100.000 hongerende Somaliërs naar de hoofdstad gevlucht.
- De otter is terug op de Veluwe. Bij wateren ten westen van Zutphen heeft het Waterschap Veluwe mest en andere sporen van het dier gevonden. Het is volgens het waterschap voor het eerst sinds 1988 dat het dier weer op de Veluwe is.
- In de Noord-Indiase stad Dharamsala wordt de nieuwe politiek leider beëdigd van de Tibetaanse regering in ballingschap: Lobsang Sangay (43) werd in april na verkiezingen gekozen tot opvolger van de dalai lama, die zijn politieke taken heeft neergelegd.

### 9 augustus
- Directeur Paul Smits vertrekt per direct bij het Maasstad Ziekenhuis in Rotterdam. Het ziekenhuis kampt al maanden met een uitbraak van de multiresistente bacterie klebsiella.
- In de VS wordt sekteleider Warren Jeffs veroordeeld tot levenslang voor seksueel misbruik van zeker twee meisjes.
- Australië houdt een volkstelling. Met een vragenlijst gericht aan bijna tien miljoen huishoudens probeert de overheid een actueel beeld te krijgen van de bevolking.
- De Nederlandse tennisster Elise Tamaëla wordt tijdens een challengertoernooi in het Duitse Versmold zwaar mishandeld, terwijl ze op de tribune zat om haar vriendin Daniëlle Harmsen aan te moedigen. De dader is de vader van speelster Karen Barbat.

### 10 augustus
- In Londen zijn na vier nachten van rellen meer dan achthonderd mensen aangehouden. Honderden van hen zijn al aangeklaagd, onder wie een jongen van elf. In de stad Manchester zijn al twee mensen tot een celstraf veroordeeld: tien en zestien weken gevangenisstraf.
- Een Noord-Koreaanse krant plaats een stukje over een Nederlandse man die in het gesloten land wordt vermist. De postzegelhandelaar uit Utrecht vloog drie weken gelden naar Pyongyang om postzegels en kunst te kopen.
- In Kerkrade worden een Duitser en een Nederlander op heterdaad betrapt bij een grote drugsdeal. De Nationale Recherche was getipt door de Duitse politie en verijdelde de verkoop van 250.000 xtc-pillen op de parkeerplaats van een tuincentrum.
- Duitsland en Zwitserland bereiken een akkoord over de aanpak van Duitse banktegoeden in Zwitserland. Duitsers hebben naar schatting ruim 140 miljard euro buiten het zicht van de fiscus op Zwitserse banken staan.

### 11 augustus
- De interim-regering van Egypte neemt stappen die moeten leiden tot opheffing van de noodtoestand die al 30 jaar van kracht is in het land.
- In het zuidwesten van China worden nog eens 22 nepwinkels van Apple ontdekt. Volgens het Chinese staatspersbureau staan ze in Kunming, de hoofdstad van de provincie Yunnan.
- Aan de noordkant van Nijmegen zijn prehistorische voetstappen gevonden van een volwassene en een kind. De voetstappen zijn ontdekt in de oever van een voormalige geul.
- De politie in Rome maakt een einde aan maffiapraktijken bij toeristische trekpleisters. Daar lopen als gladiator verklede acteurs rond, die tegen betaling met toeristen op de foto gaan.

### 12 augustus
- Het grootste Griekse pensioenfonds ontdekt dat het uitkeringen heeft betaald aan 1473 mensen die al zijn overleden.
- Het Italiaanse kabinet komt in spoedzitting bijeen voor maatregelen om in 2013 de begroting in evenwicht te krijgen.
- De rechtbank in Rotterdam veroordeelt vijf Somalische piraten tot straffen van 4,5 tot 7 jaar. Het Openbaar Ministerie had celstraffen tot tien jaar geëist.
- De pc bestaat dertig jaar. Op 12 augustus 1981 presenteerde IBM in New York de eerste pc: de IBM Personal Computer.

### 13 augustus
- De Texaanse gouverneur Rick Perry stelt zich kandidaat voor de Amerikaanse presidentsverkiezingen van volgend jaar.
- Bij een frontale botsing op de E42 bij Namen in België komen drie mensen om. Drie personen raken zwaargewond.
- Een groep Feyenoordfans protesteert tegen het bestuur van de club. Ze vinden dat er sprake is van wanbeleid bij hun club.
- De politie houdt een Rotterdammer van 18 aan die opriep tot rellen in Rotterdam. Met zijn mobiel had hij opruiende berichten verstuurd, die later onder meer op Twitter kwamen te staan.
- In Duitsland wordt met een minuut stilte de bouw van de Berlijnse Muur herdacht.

### 14 augustus
- In de Syrische havenstad Latakia vallen bij gevechten tussen regeringstroepen en betogers opnieuw doden. Voor het eerst zouden schepen van president Assad de stad vanaf de Middellandse Zee bombarderen.
- In Nepal treedt premier Jhala Nath Khanal af omdat hij er niet in geslaagd is genoeg steun te krijgen voor een grondwet. Die was nodig om nieuwe verkiezingen te kunnen houden.
- De Noorse wielrenner Edvald Boasson Hagen schrijft in Sittard-Geleen voor de tweede keer in zijn loopbaan de Eneco Tour op zijn naam.
- In 2010 zijn in Nederland 24 nieuwe diersoorten ontdekt. Het zijn 23 insecten en een kwal. Dat maakt het VARA-radioprogramma Vroege Vogels bekend.

### 15 augustus
- Het Commissariaat voor de Media legt de NOS drie boetes op voor het overtreden van de Mediawet in sportuitzendingen. In totaal moet 150.000 euro worden betaald. Het zijn de eerste boetes voor de NOS in tien jaar.
- Google maakt bekend dat het Motorola Mobility voor 12,5 miljard dollar wil overnemen.
- In Utrecht raken drie studentes gewond in een open bus als ze met hun hoofd tegen een viaduct op de Rubenslaan botsen.
- Nederland zegt een deel van het Libisch geld op Nederlandse bankrekeningen in te zullen zetten voor hulp aan de Libische bevolking. Het gaat om 100 miljoen euro.
- Het RIVM heeft een sneltest ontwikkeld voor het opsporen van de klebsiella-bacterie. De test is beschikbaar gesteld aan alle Nederlandse ziekenhuizen.

### 16 augustus
- Start van de Wereldjongerendagen in Madrid, Spanje

### 18 augustus
- Door noodweer vallen op de 26e editie van Pukkelpop vijf doden en circa 140 gewonden. Het Belgische muziekfestival in het Hasseltse gehucht Kiewit wordt stopgezet. (Lees verder)

### 20 augustus
- Opstandelingen in Libië veroveren de steden Gharyan, Zawiyah en Zlitan, en de eerste gevechten in de hoofdstad Tripoli zelf worden gemeld.

### 21 augustus
- In Libië nemen de opstandelingen een legerbasis bij Tripoli in. De basis ligt op 25 kilometer van de hoofdstad en is onderdeel van Moammar al-Qadhafi's verdedigingslinie rond Tripoli.
- De haven van Oudeschild op Texel is enkele uren gesloten vanwege een oude fosforbom, die door een visser is gevangen.
- Hamas kondigt een staakt-het-vuren af. De militante groepering in de Gazastrook belooft geen aanvallen meer uit te voeren op Israël.
- De Bavaria City Racing in Rotterdam trekt meer bezoekers dan tijdens de vorige editie. Volgens de organisatie kijken ongeveer 600.000 mensen naar de races. De vorige editie in 2009 trok 500.000 mensen.

### 22 augustus
- De Libische hoofdstad Tripoli is vrijwel geheel in handen van de opstandelingen tegen het bewind van Moammar al-Qadhafi.

### 23 augustus
- De Libische opstandelingen veroveren Bab al-Azizia, het hoofdkwartier van leider Moammar al-Qadhafi. De strijd om Tripoli lijkt gestreden, maar Qadhafi zelf is nog niet gevangengenomen. Het zwaartepunt van de strijd verplaatst zich naar Sirte.
- In het Palais Omnisports de Paris-Bercy in Parijs beginnen de wereldkampioenschappen judo met zestien onderdelen op het programma: acht voor mannen en acht voor vrouwen.

### 27 augustus
- Orkaan Irene landt op de oostkust van de Verenigde Staten, en richt daar, evenals eerder in het Caraïbisch gebied, grote schade aan. (Lees verder)

### 28 augustus
- Bij de 28ste editie van de wereldkampioenschappen judo, die worden gehouden in Parijs, eindigt Nederland als negende in het medailleklassement, dankzij twee zilveren (Edith Bosch en Dex Elmont) en één bronzen medaille (Anicka van Emden).

### 30 augustus
- Het wordt bekend dat computerkrakers verbonden met de Iraanse overheid bij de servers van de Nederlandse certificaatautoriteit DigiNotar hebben ingebroken, waardoor Iran in staat is geweest door middel van valse certificaten onder meer het verkeer met webmail-servers af te luisteren. (Lees verder)

## Overleden
<< · januari · februari · maart · april · mei · juni · juli · augustus · september · oktober · november · december · >>